# Baby Lasagna
Marko Purišić (n. 5 iulie 1995), cunoscut profesional ca Baby Lasagna, este un compozitor și producător muzical croat. El a reprezentat Croația la Concursul Muzical Eurovision 2024 cu piesa „ Rim Tim Tagi Dim ”.

## Tinerețe
Marko Purišić s-a născut pe 5 iulie 1995 la Umag, Croația. Are un frate mai mic pe nume Martin, care este și muzician și cântă ca membru al Mono Inc. 
Provenind dintr-o familie în care mama sa și alți câțiva membri ai familiei lucrează ca profesori, Purišić a spus că cel mai probabil ar fi devenit și el profesor dacă nu ar fi decis să urmeze o carieră muzicală. Totuși, a lucrat ca asistent pentru copii la școala primară timp de un an, până când a renunțat pentru a studia relații publice la Universitatea VERN din Zagreb. Purišić a studiat anterior și turismul în Buje și ingineria sunetului în Ljubljana.

## Carieră
Din 2011 până în 2016 și din 2018 până în 2022, Purišić a servit ca chitarist pentru Manntra, o trupă rock croată.  În timp ce erau încă membri ai trupei, au participat la Dora 2019, asigurându-și locul a patra cu piesa „In the Shadows” cu un total de 12 puncte.  În urma mandatului său în grup, el a făcut tranziția pentru a urma o carieră solo în 2023.  Pe 21 octombrie 2023, Purišić și-a lansat single-ul de debut „IG Boy” sub pseudonimul Baby Lasagna prin Molly Studios.  Două luni mai târziu, în decembrie 2023, a fost lansat cel de-al doilea single al său „Don’t Hate Yourself, But Don’t Love Yourself Too Much”. 

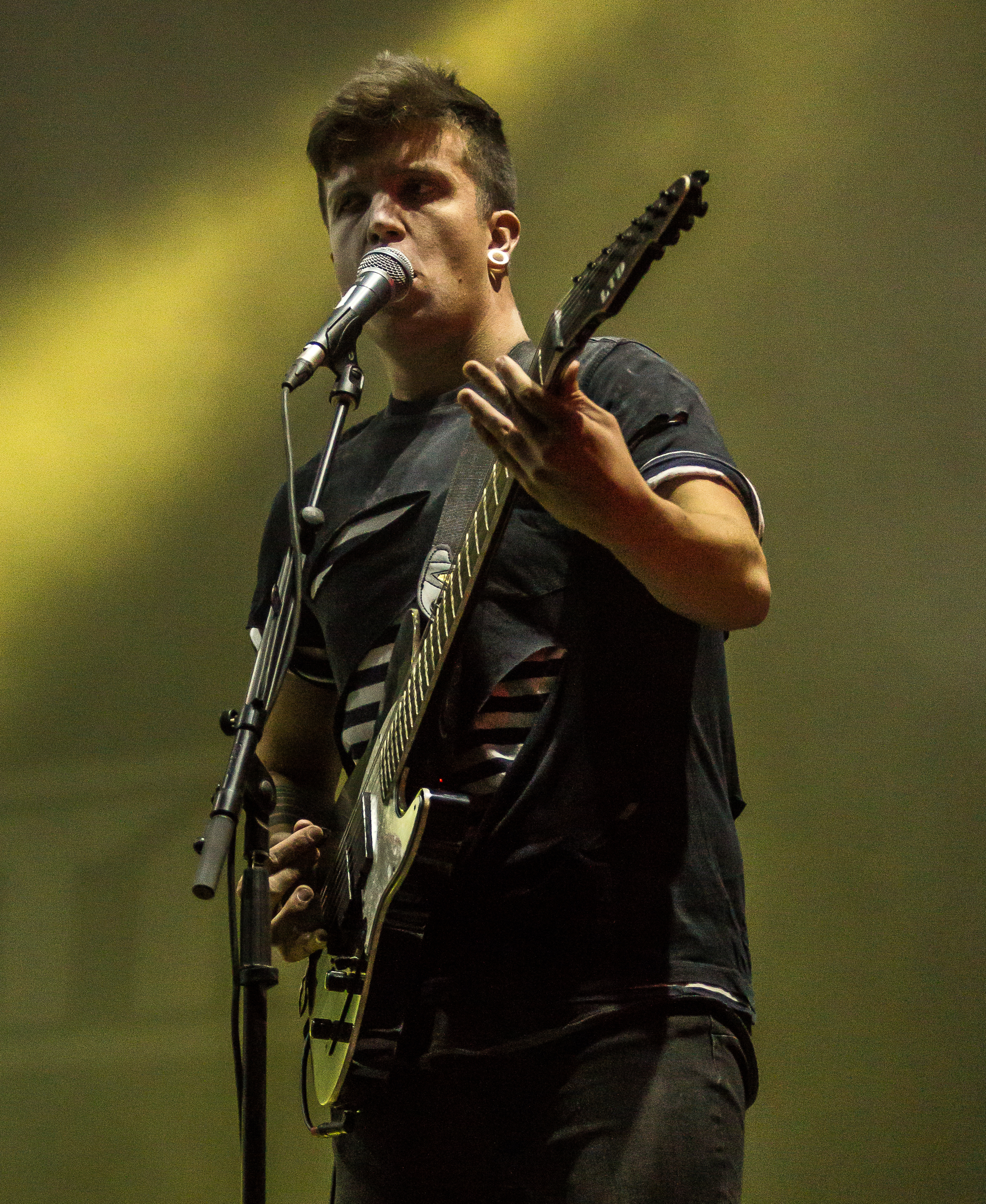
Purišić a cântat cu Manntra în 2018

Purišić a fost printre participanții la Dora 2024, selecția croată pentru Eurovision Song Contest 2024, cu piesa „ Rim Tim Tagi Dim ”;  a avansat din semifinala sa pe 23 februarie 2024 și în cele din urmă a câștigat finala pe 25 februarie.  Piesa a debutat pe locul 24 în topul HR Top 40, făcând-o prima intrare în top a lui Purišić în Croația;  după triumful lui Dora, a atins un vârf pe primul loc,  precum și a debutat și a ajuns pe locul doi în topul Billboard ' Croatia Songs.  Pe 23 martie, Purišić a servit ca prezentator la cea de-a 31-a ediție a Premiilor Porin.  Pe 8 aprilie, Purišić a dezvăluit că Radioteleviziunea Croată (HRT) producea un documentar de televiziune despre viața și călătoria sa la Eurovision, care urmează să fie difuzat înainte de reprezentația sa din semifinala din 7 mai. 

## Viața personală
Este un catolic devotat. Într-un interviu pentru Bitno.net, el i-a numit pe Padre Pio și Apostolul Pavel drept modele spirituale. 